# Bengt Falck
Bengt Olof Torsten Falck, född 16 januari 1927 i Malmö Sankt Petri församling, död 16 juli 2023, var en svensk histolog samt professor emeritus vid medicinska fakulteten, Lunds universitet.

## Biografi
Bengt Falck var son till rådmannen Hans Falck och Ia Hagander och uppväxt på Fridhem i Malmö. Han gifte sig första gången 1951 med Eva Torp (född 1932), tillsammans fick de fyra barn. År 1994 gifte han sig med Inger Vestvik (född 1934). 
Efter studentexamen 1946 blev Falck medicine kandidat 1952 och medicine doktor 1959, docent i histologi i Lund 1960, prosektor 1964, professor i histologi 1970. Han har publicerat skrifter i histologi, endokrinologi och neurobiologi.

## Vetenskaplig produktion
I sin avhandling 1959 (Falck, B. Site of production of oestrogen in rat ovary as studied in microtransplants. Acta physiol.scand. suppl. 163, 1959, 47: 1-101) visade han att östrogenbildningen i äggstockarna sker genom en samverkan av två olika hormonbildande cellsystem. I det ena bildas ett förstadium, ett slags manligt könshormon, som i det andra systemet överförs till östrogen. Hans avhandling är fortfarande känd i vetenskapliga sammanhang, ofta under benämningen ”Falck's two-cell hypothesis of oestrogen synthesis”.
Tillsammans med Nils-Åke Hillarp utvecklade han 1960–1961 Falck-Hillarps fluorescensmetod.
Med denna kunde man med dittills oanad precision i mikroskopet se en rad biologiskt aktiva ämnen som kallas för monoaminer; dopamin, noradrenalin, adrenalin och serotonin  - och exakt definiera i vilket slags celler de
förekom, vilket innebar att man äntligen kunde fastställa deras funktion. Genom metoden blev det möjligt att påvisa monoaminers förekomst i nervceller i det centrala  och perifera nervsystemet. Därmed blev det för första gången påvisat att monoaminer kan fungera som transmittorer, signalsubstanser. 
Den första publikationen som beskrev denna upptäckt
var New evidence for the localization of noradrenaline in adrenergic nerve
terminals. Med. exp. 1962, 6: 169-172, skriven under 1961 av Bengt Falck
och Alf Torp. Denna är ofta citerad i medicinska och naturvetenskapliga
tidskrifter. Den följdes under samma år av publikationen Fluorescence of catechol amines and related compounds condensed with formaldehyde. J.
Histochem. Cytochem. 1962. 10: 348-354 som hade Falck, Hillarp, Thieme och Torp som författare.
Den kom att tillhöra ”The 200 Most-Cited Papers of All Time". I april 2012 uppmärksammades Falck-Hillarp-metoden med symposiet "Från nerv till piller".
Falck-Hillarp metoden skapade på sin tid ett
genombrott i neurobiologisk forskning och utlöste en intensiv global forskning
just genom att den avslöjade att dopamin och de andra monoaminerna kunde
fungera som signalsubstanser. Det kan i detta sammanhang nämnas att det alltså inte
var Arvid Carlsson som upptäckte att dopamin är en signalsubstans i hjärnan som Nobelförsamlingen vid Karolinska Institutet påstod i ett pressmeddelande år 2000. 
Man lutade sig då mot arbeten som Carlsson och medarbetare publicerade 1957–1958.
Verkligheten var den att Carlsson, Falck och Hillarp publicerade ett arbete
1962 i vilket de med användning av Falck-Hillarps fluorescensmetod kunde visa
att noradrenalin i hjärnan fanns i nervceller och fungerade som signalsubstans
men att man fortfarande inte var helt övertygad om i vilken celltyp dopamin
fanns och vågade alltså inte säkert påstå att dopamin var en signalsubstans. Om
Carlsson 1958 hade visat att så var fallet så hade självklart detta diskuterats
synnerligen utförligt i deras publikation av år 1962.
Under 60-talet tar Bengt Falck också upp forskning rörande monoaminbesläktade substanser i hudens pigmentbildande celler (melanocyter) och i maligna melanom. Detta ledde vidare till en ny uppfattning om överhudens konstruktion och energiomsättning samt till upptäckten av en ny funktion i de de Langerhanska cellerna som finns i överhuden. Från slutet av 60-talet till 2004 är Falcks hudforskning främst inriktad på Langerhanska cellerna. Under 2004 utkom hans senaste publikation ”Mediated exodus of L-Dopa from human epidermal Langerhans cells".